# 맥 스웨인
맥 스웨인(Mack Swain, 1876년 2월 16일 ~ 1935년 8월 25일)는 미국의 배우, 영화배우, 연극 배우이다.

## 영화
- 채플린 회고 (1959년)
- 마지막 위험 (1929년)
- 키키 (1926년)
- 더 이글 (1925년)
- 황금광시대 (1925년)
- 순례자 (1923년)
- 봉급날 (1922년)
- 유한계급 (1921년)
- 어 모던 이노크 아든 (1916년)
- 윌풀 앰브로즈 (1915년)
- 웬 엠브로즈 데어드 왈러스 (1915년)
- 더 배틀 오브 엠브로즈 앤 왈러스 (1915년)
- 틸리스 펑처드 로맨스 (1914년)
- 마벨의 운전 (1914년)
- 비 오는 날에 (1914년)
- 바쁜 날 (1914년)
- 운명의 나무망치 (1914년)
- 녹아웃 (1914년)
- 마벨스 매리드 라이프 (1914년)
- 웃음 가스 (1914년)
- 무례한 신사들 (1914년)
- 히스 뮤지컬 커리어 (1914년)
- 히스 트리스팅 플레이스 (1914년)
- 게팅 어퀘인티드 (1914년)
- 그의 지나간 시대 (1914년)